# 红军卫生员墓
红军卫生员墓，俗称“红军坟”，是贵州省遵义市的一处近代纪念性墓葬，位于红军山烈士陵园内。以青砂石墓裙包裹，裙高1.2米，上边30厘米下边26厘米。墓高约3米，前2米处立墓碑，底座方形，碑正面阴刻毛泽东手书“红军坟”三字，背面刻碑文《红军坟简介》。
该墓的主人是一位不知名红军小卫生员。1935年1月红军经遵义时，爆发伤寒，这位十几岁的红军卫生员长途跋涉救治群众，回去时部队转移。当他按照留的条子追赶部队时，被地主武装发现并杀害。桑木垭群众将其埋葬路边，当地群众常往祭拜，久而久之“红军菩萨”的故事就在当地流传。后来曾被保长三次挖坟，但被群众所保护。1949年后由桑木垭迁至红军山。2003年被选为遵义市第一批市级文物保护单位。